# 趙光遠 (武靖伯)
趙光遠（？—1596年），南直隸鳳陽府鳳陽縣人，明朝政治人物、武靖伯趙輔之後。
萬曆二年以錦衣衛勛衛襲爵第六代武靖伯。萬曆三年四月擔任正使，與副使翰林院修撰朱賡，持節冊封諸藩王。萬曆四年二月與崇信伯費甲金任職五軍都督府左軍僉書，此後多次擔任十三陵主祭。萬曆八年七月陞南京協同守備兼掌後軍都督府事。萬曆十四年正月陞湖廣總兵，鎮守湖廣，至十八年十二月自陳不職回京聽用。萬曆二十四年二月逝世。

## 家庭
- 父：趙國斌，第五代武靖伯。
- 子：趙祖蔭，第七代武靖伯，萬曆二十四年襲爵，無嗣。
- 子：趙祖芳，第八代武靖伯，趙祖蔭之弟，萬曆四十二年襲爵。